# Premio Nacional de Cultura (El Salvador)
El Premio Nacional de Cultura es un reconocimiento entregado anualmente por el Estado de El Salvador. De acuerdo a la ley respectiva, es otorgado a «quienes con dedicación y originalidad hayan desarrollado o desarrollen labores o descubran o realicen obras de notable y positiva trascendencia para el proceso cultural» de este país. Según esta legislación, pueden ser beneficiados personas naturales o jurídicas en las ramas de «Artes» y «Patrimonio Cultural de El Salvador». Al galardonado se le entrega una suma monetaria establecida en el presupuesto de la nación, diploma y la «difusión nacional o internacional total o parcial de las obras de mérito». La ceremonia tiene lugar en el mes de noviembre.
Este premio es concedido desde 1976, y entre los primeros laureados se encontraban Jorge Lardé y Larín, José Mejía Vides, Toño Salazar y Pedro Geoffroy Rivas. En 1983 su adjudicación fue suspendida, siendo hasta 1994 que se reanudó bajo la administración del Consejo Nacional para la Cultura y el Arte (CONCULTURA). Se ha procurado la premiación a una rama específica del arte y la cultura cada año.

## Premiados
El historial completo es el siguiente:
| - 1976: José Mejía Vides (artes) y Jesús Merino Argueta (ciencias). - 1977: Pedro Geoffroy Rivas (artes) y Luis Edmundo Vásquez (ciencias). - 1978: Toño Salazar (artes) y Julio Fausto Fernández (ciencias). - 1981: Quino Caso (artes) y Francisco Osvaldo Ramírez (ciencias). - 1982: German Cáceres (artes), Jorge Lardé y Larín (ciencias) y Rodolfo Barón Castro (ciencias). - 1994: César Sermeño (artes plásticas). - 1995: Francisco Andrés Escobar (letras). - 1996: Camilo Minero (artes plásticas). - 1997: Alejandro Cotto (gestión cultural). - 1998: Esteban Servellón (artes). - 1999: Dorita Ayala (artes escénicas), - 2000: Ángel Mendoza (arte popular). - 2001: Asociación del Patrimonio Cultural de Santa Ana (patrimonio arquitectónico). - 2002: José Raúl Flores (danzas tradicionales). - 2003: María Marta Papini (gestión cultural). - 2004: Pedro Escalante Arce (investigación científica). - 2005: Matilde Elena López (literatura). | - 2006: Cofradía de Santo Domingo de Guzmán (religiosidad y cultura). - 2007: Enrique Salaverría (artes plásticas). - 2008: Isabel Dada (artes escénicas). - 2009: Alfonso Quijada Urías (poesía). - 2010: Jorge Ernesto Lemus (identidad nacional). - 2011: Rafael Lara Martínez (investigación histórica). - 2012: Carlos Cañas (artes plásticas). - 2013: Fernando Llort (gestión cultural). - 2014: Roberto Salomón (teatro). - 2015: José David Calderón (audiovisuales). - 2016: Yolocamba Ita (música popular). - 2017: Luis Galdámez (fotografía). - 2018: Federico Paredes (patrimonio cultural y natural). - 2019: Rubén Martínez (escultura). - 2020: Asociación Tiempos Nuevos Teatro (gestión cultural). - 2021: Gaia Metal (música rock). |